# Дитрих II фон дер Шуленбург
Дитрих II фон дер Шуленбург (на немски: Dietrich II von der Schulenburg; * ок. 1274/1302/1304; † 1340) е рицар, благородник от род фон дер Шуленбург в Бетцендорф в Алтмарк в Саксония-Анхалт. Той основава „Младата“ или „Черната линия“ на род фон дер Шуленбург.
Той е син на рицар Вернер II фон дер Шуленбург († сл. 1304) и съпругата му с неизвестно име (от ок. 1273 г.). Баща му е господар в Залцведел, споменат 1271 – 1304 г., и „пфанд-собственик“ на Бетцендорф. Внук е на Дитрих I фон дер Шуленбург († 1264).
Замъкът Бетцендорф е от 1340 г. собственост на род фон дер Шуленбург, след напускането на замък-резиденцията Шуленбург при Щапенбек близо до Залцведел. Бетцендорф става през следващите векове фамилно главно място на рода.
През 1340 г. Дитрих II фон дер Шуленбург и брат му Бернхард I фон дер Шуленбург († сл. 1340/1341) разделят фамилията в Алтмарк на две линии. Дитрих II основава „Черната линия“, по-малкият му брат рицар Бернхард I основава „Бялата линия“, жени се за Гизела († 1351) и е баща на Дитрих III († 1393), княжески епископ на Бранденбург (1366 – 1393). Днес родът е от 22. генерация.

## Фамилия
Дитрих II фон дер Шуленбург се жени за Лукардис фон Ванцлебен (* ок. 1279; † 1345), сестра на Гумпрехт фон Ванцлебен, дъщеря на Фридрих фон Ванцлебен († 1351). Те имат децата:
- Вернер IV фон дер Шуленбург 'дер Курце' († сл. 1372), „кнапе“ (оръженосец, носач на щит), хауптман на Алтмарк, споменат 1337 – 1372, женен ок. 1349 г. за фон Ванцлебен (* ок. 1327), дъщеря на чичо му Гумпрехт фон Ванцлебен и Хедвиг Шенк фон Найдорф; имат двама сина и две дъщери:
  - Хайнрих II фон дер Шуленбург ( * пр. 1363; † пр. 24 февруари 1411) и
  - Бернхард VI фон дер Шуленбург († 1453)
- Хайнрих I фон дер Шуленбург († 1373/1377), „кнапе“ (оръженосец, носач на щит), женен за Юта фон Ванцлебен; има трима сина и една дъщеря